# Lewis Holtby
Lewis Holtby (sinh 18 tháng 9 năm 1990) là một cầu thủ bóng đá người Đức, hiện đang thi đấu cho câu lạc bộ Holstein Kiel.

## Sự nghiệp

### Alemannia Aachen
Holtby bắt đầu sự nghiệp của mình ở Sparta Gerderath. Khi anh được 11 tuổi, anh chuyển tới Borussia Mönchengladbach. Sau 3 mùa giải trong học viện của Gladbach, vào năm 2004 câu lạc bộ để anh ấy ra đi vì cho rằng anh ấy quá nhỏ và chậm chạp. Sau khi rời Borussia Mönchengladbach, Holtby gia nhập Alemannia Aachen ở giải hạng hai của Đức khi anh ấy mới 14 tuổi.

### Schalke 04
Holtby rời Alemannia Aachen sau 5 năm gắn bó và đã ký một hợp đồng có thời hạn 4 năm với FC Schalke 04 đến ngày 30 tháng 6 năm 2013. Ngày 29 tháng 1 năm 2010, anh được cho mượn tại câu lạc bộ VfL Bochum để tích lũy kinh nghiệm chơi bóng nhiều hơn.
Vào tháng 5 năm 2010, Holtby trở lại FC Schalke 04. Ngày 28 tháng 5 năm 2010, anh lại được cho mượn đến FSV Mainz 05 trong mùa giải 2010-2011. Ngày 18 tháng 3 năm 2011, anh ấy trở lại FC Schalke 04. Ngày 13 tháng 8 năm 2011, Holtby ghi bàn thắng đầu tiên của mình cho FC Schalke 04 trong chiến thắng 5-1 với FC Köln.

### Tottenham
Vào ngày 28 tháng 1 năm 2013, Holtby ký vào bản hợp đồng có thời hạn 4 năm rưỡi với Tottenham Hotspur F.C. Phí chuyện nhượng là 1,5 triệu bảng Anh. 2 ngày sau, anh ra sân từ ghế dự bị ở phút 71 trong trận gặp Norwich City F.C.Anh có bàn thắng đầu tiên cho Tottenham vào ngày 29 tháng 8 năm 2013. Dưới thời huyến luyện viên Tim Sherwood anh phải chật vật để có suất đá chính. Sau đó anh ký hợp đồng với Fulham F.C. dưới dạng cho mượn.

### Fullham
Holtby có lần đầu ra mắt cho Fullham và chơi trọn vẹn 90 phút trong trận thua 3-0 trước Southampton F.C.Anh ghi được duy nhất 1 bàn thắng sau 13 lần ra sân cho Fullham.Cuối mùa giải đó Fulham F.C. đã bị xuống hạng

## Sự nghiệp quốc tế
Heiko Herrlich, huấn luyện viên của đội U-18 Đức, triệu tập Holtby lên tuyển vào năm 2007.
Holtby là thành viên của đội U18, U19 Đức, anh ra sân lầu đầu cho U19 Đức vào tháng 9 năm 2008 và đã có 12 lần ra sân. Anh ghi bàn thắng quốc tế đầu tiên của mình cho đội tuyển U19 Đức vào ngày 11 tháng 9 năm 2008 trong trận đấu với Litva,kết quả đội tuyển U19 Đức thắng với tỉ số 5-0
Trong tháng 9 năm 2009 huấn luyện viên U20 Đức, Horst Hrubesch đã triệu tập Holtby lên chơi  World Cup U20 ở Ai Cập. Anh đã ghi được hai bàn thắng trong giải đấu. Một trong số những bàn thắng đó là vào lưới Brasil ở vòng tứ kết.
Ngày 29 tháng 3 năm 2011, Holtby được giao băng đội trưởng đội U-21 Đức, và ghi được hai bàn thắng trong một trận giao hữu quốc tế với Ý.
Holtby được triệu tập lên đội tuyển quốc gia Đức vào ngày 7 tháng 6 năm 2011, anh ra lần đầu tiên tại vòng loại Euro 2012 trong trận gặp Azerbaijan.

## Thống kê sự nghiệp
Danh sách dưới đây được cập nhật lần cuối vào ngày 10 tháng 5 năm 2015.
| Câu lạc bộ          | Mùa giải            | Giải đấu | Giải đấu | Cúp quốc gia | Cúp quốc gia | Cúp liên đoàn | Cúp liên đoàn | Châu Âu | Châu Âu | Khác | Khác | Tổng cộng | Tổng cộng |
| Câu lạc bộ          | Mùa giải            | Trận     | Bàn      | Trận         | Bàn          | Trận          | Bàn           | Trận    | Bàn     | Trận | Bàn  | Trận      | Bàn       |
| ------------------- | ------------------- | -------- | -------- | ------------ | ------------ | ------------- | ------------- | ------- | ------- | ---- | ---- | --------- | --------- |
| Alemannia Aachen    | 2007–08             | 2        | 0        | 0            | 0            | —             | —             | —       | —       | —    | —    | 2         | 0         |
| Alemannia Aachen    | 2008–09             | 31       | 8        | 2            | 0            | —             | —             | —       | —       | —    | —    | 33        | 8         |
| Alemannia Aachen    | Tổng cộng           | 33       | 8        | 2            | 0            | —             | —             | —       | —       | —    | —    | 35        | 8         |
| Schalke 04          | 2009–10             | 9        | 0        | 2            | 0            | —             | —             | —       | —       | —    | —    | 11        | 0         |
| VfL Bochum (mượn)   | 2009–10             | 14       | 2        | 0            | 0            | —             | —             | —       | —       | —    | —    | 14        | 2         |
| VfL Bochum (mượn)   | Tổng cộng           | 14       | 2        | 0            | 0            | —             | —             | —       | —       | —    | —    | 14        | 2         |
| Mainz 05 (mượn)     | 2010–11             | 30       | 4        | 2            | 2            | —             | —             | —       | —       | —    | —    | 32        | 6         |
| Mainz 05 (mượn)     | Tổng cộng           | 30       | 4        | 2            | 2            | —             | —             | —       | —       | —    | —    | 32        | 6         |
| Schalke 04          | 2011–12             | 27       | 6        | 2            | 2            | —             | —             | 11      | 1       | 1    | 0    | 41        | 9         |
| Schalke 04          | 2012–13             | 19       | 4        | 2            | 0            | —             | —             | 6       | 0       | —    | —    | 26        | 4         |
| Schalke 04          | Tổng cộng           | 55       | 10       | 6            | 2            | —             | —             | 17      | 1       | 1    | 0    | 78        | 13        |
| Tottenham Hotspur   | 2012–13             | 11       | 0        | 0            | 0            | 0             | 0             | 6       | 0       | —    | —    | 17        | 0         |
| Tottenham Hotspur   | 2013–14             | 13       | 1        | 0            | 0            | 2             | 0             | 7       | 2       | —    | —    | 22        | 3         |
| Fulham (mượn)       | 2013–14             | 13       | 1        | 0            | 0            | —             | —             | —       | —       | —    | —    | 13        | 1         |
| Fulham (mượn)       | Tổng cộng           | 13       | 1        | 0            | 0            | —             | —             | —       | —       | —    | —    | 13        | 1         |
| Tottenham Hotspur   | 2014–15             | 1        | 0        | 0            | 0            | 0             | 0             | 2       | 0       | —    | —    | 3         | 0         |
| Tottenham Hotspur   | Tổng cộng           | 25       | 1        | 0            | 0            | 2             | 0             | 15      | 2       | —    | —    | 42        | 3         |
| Hamburger SV (mượn) | 2014–15             | 20       | 0        | 0            | 0            | —             | —             | —       | —       | —    | —    | 20        | 0         |
| Hamburger SV (mượn) | Tổng cộng           | 20       | 0        | 0            | 0            | —             | —             | —       | —       | —    | —    | 20        | 0         |
| Tổng cộng sự nghiệp | Tổng cộng sự nghiệp | 190      | 26       | 10           | 5            | 1             | 0             | 32      | 2       | 1    | 0    | 234       | 33        |